# Pirisudanol
El Pirisudanol o pirisuccideanol (comercializado bajo los nombres Mentis, Menthen, Mentium, Nadex, Nadexen, Nadexon, Pridana, Stivane), es un psicoanaléptico (nootrópico) activador del metabolismo cerebral. Químicamente es el ácido éster succínico de la piridoxina (una forma de vitamina B6) y de deanol (DMAE).

## Uso médico
El pirisudanol de forma general está indicado para los trastornos de la atención y de la memoria. Se utiliza en Europa en el tratamiento del deterioro cognitivo leve, así como la fatiga y depresión.

## Mecanismo de acción
Ejerce una acción estimulante electiva sobre el SNC. Posee un efecto metabólico neuronal con aumento de la resistencia a la hipoxia y facilita los procesos de activación de la corteza cerebral estimulando la formación de acetilcolina. Clínicamente mejora la atención, incrementa la memoria, produce recuperación de las facultades intelectuales, mejora la coordinación psicomotora y tiene efectos ansiolíticos.